# Bernes
Bernes – miejscowość i gmina we Francji, w regionie Hauts-de-France, w departamencie Somma.
Według danych na rok 2011 gminę zamieszkiwało 315 osób, a gęstość zaludnienia wynosiła 41 osób/km² (wśród 2293 gmin Pikardii Bernes plasuje się na 651. miejscu pod względem liczby ludności, natomiast pod względem powierzchni na miejscu 639.).